# Литовское общество по оказанию помощи пострадавшим от войны

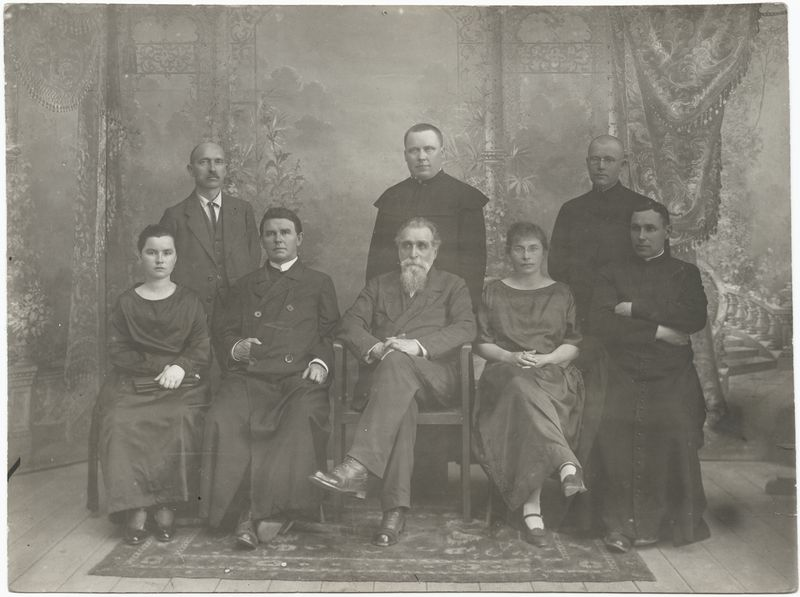
Центральный комитет Литовского общества помощи пострадавшим от войны

Литовское общество помощи пострадавшим от войны (лит. Lietuvių draugija nukentėjusiems dėl karo šelpti) — действовавшая во время Первой мировой войны благотворительная организация.

## История
11 августа 1914 года был создан Временный комитет помощи пострадавшим от войны, который заботился о беженцах с территорий Виленской, Сувалкской и Ковенской губерний. В декабре 1914 года под опекой комитета находилось более 1000 беженцев. В связи с увеличением числа беженцев комитет был переформирован в общество. Центральный комитет общества был выбран 4 декабря 1914 года. Работу центрального комитета организовывали председатель Мартин Ичас, вице-председатели Антанас Сметона и Юозапас Кукта. Средства Литовскому обществу помощи пострадавшим от войны назначал Комитет княжны Татьяны Николаевны. Вначале 10 000 рублей, а с весны 1915 года — ежемесячно по 50 000 рублей. Помимо того, материальную помощь оказывали католические и протестантские храмы. В 1915 году в Воронеже общество открыло мужскую и женскую гимназии имени Мартина Ичаса, где преподавание велось на русском языке, но как отдельный предмет изучался литовский язык. В 1916 году под опекой общества находились около 114 000 человек. Созданные при помощи общества типографии издавали книги, газеты и учебники на литовском языке. В 1915—1917 годах в Петрограде и в 1917—1918 годах в Воронеже при помощи общества издавалась газета «Lietuvių balsas» («Литовский голос») на литовском языке.